# Conceição da Barra de Minas
Conceição da Barra de Minas è un comune del Brasile nello Stato del Minas Gerais, parte della mesoregione di Campo das Vertentes e della microregione di São João del-Rei.